# Сан Фелипе инцидент
Сан Фелипе инцидент је била прва поморска битка између Мексика и побуњеника током Тексашке револуције. Тексашани су 1. септембра 1835. године америчке трговачке бродове Сан Фелипе и Лаура посадили када су наишли на ратни брод мексичке морнарице Correo de Mejico и заробили је након крваве размјене топовске ватре. Битка се догодила на обали Тексаса у близини Бразорије и памти се по томе што се умешао Стивен Ф. Аустин који се налазио на броду Сан Фелипе.